# Cohors V Gemella

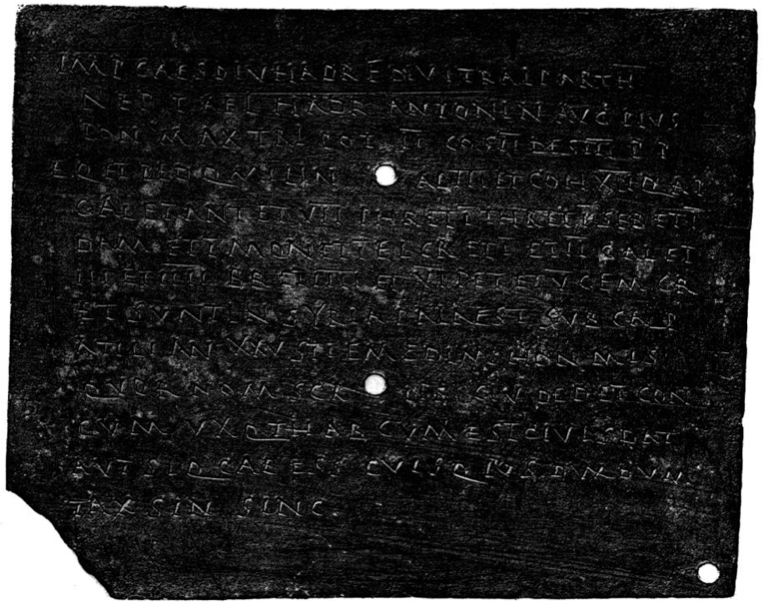
Das Militärdiplom des Jahres 139

Die Cohors V Gemella [civium Romanorum] (deutsch 5. Kohorte Gemella [der römischen Bürger]) war eine römische Auxiliareinheit. Sie ist durch Militärdiplome und Inschriften belegt.

## Namensbestandteile
- Gemella: (lat. gemellus Zwillings- oder Doppel-). Möglicherweise entstand die Kohorte aus der Zusammenlegung zweier Einheiten.[1]

- civium Romanorum: der römischen Bürger. Die Soldaten der Kohorte wurden bei Aufstellung der Einheit aus römischen Bürgern rekrutiert. Die Einheit wurde wahrscheinlich unter Augustus zusammen mit weiteren Kohorten ausgehoben; die Aufstellung der Einheiten erfolgte vermutlich während des Pannonischen Aufstands und nach der Niederlage des Varus. Insgesamt wurden möglicherweise bis zu 44 (oder 48) Kohorten aus römischen Bürgern gebildet, von denen aber nur 18 belegt sind.[1]

Da es keine Hinweise auf die Namenszusätze milliaria (1000 Mann) und equitata (teilberitten) gibt, ist davon auszugehen, dass es sich um eine Cohors (quingenaria) peditata, eine reine Infanterie-Kohorte, handelt. Die Sollstärke der Einheit lag bei 480 Mann, bestehend aus 6 Centurien mit jeweils 80 Mann.

## Geschichte
Die Kohorte war vermutlich schon seit der Regierungszeit Trajans in Iudaea stationiert. Der erste Nachweis der Einheit in der Provinz Syria Palaestina beruht auf einem Militärdiplom, das auf 139 n. Chr. datiert ist. In dem Diplom wird die Kohorte als Teil der Truppen (siehe Römische Streitkräfte in Syria) aufgeführt, die in der Provinz stationiert waren. Weitere Diplome, die auf 142 bis 186 datiert sind, belegen die Einheit in derselben Provinz.

## Standorte
Standorte der Kohorte waren möglicherweise:
- Samaria: Die Inschriften (AE 1948, 150, AE 1948, 151) wurden in Samaria gefunden.

## Angehörige der Kohorte
Folgende Angehörige der Kohorte sind bekannt:

### Kommandeure
- Aemilius Iuncus, ein Tribun

### Sonstige
- Arr[],[5] ein Tesserarius (AE 1948, 150)
- Treblan[] Rufus, ein Soldat (AE 1948, 151)